# Suure-Rakke
Suure-Rakke – wieś w Estonii, w prowincji Tartu, w gminie Rannu.